# Empresa Nacional Calvo Sotelo
La Empresa Nacional Calvo Sotelo de Combustibles Líquidos y Lubricantes (ENCASO) fue una empresa española encargada de la elaboración y comercialización de hidrocarburos. En sus orígenes tuvo el objetivo de obtener combustibles mediante el refinado de pizarra bituminosa.
Considerada una de las principales empresas que integró el Instituto Nacional de Industria, a lo largo de su historia ENCASO llegó a operar varias centrales térmicas y explotaciones mineras, así como dos ferrocarriles industriales. La imagen de la empresa ha quedado asociada estrechamente con las políticas autárquicas que practicó el régimen franquista durante los años de la posguerra. Entre los principales logros de la «Calvo Sotelo» estuvo la construcción del complejo petroquímico de Puertollano, que se inauguró en 1966. Sin embargo, ENCASO también ha sido muy criticada por haber constituido un derroche de recursos económicos y materiales en los años de la posguerra. En 1974 se fusionó con otras empresas del sector para dar lugar a ENPETROL.

## Historia

### Los primeros años
La empresa fue constituida formalmente el 24 de noviembre de 1942 por iniciativa del Instituto Nacional de Industria (INI). Recibió su nombre en honor al político José Calvo Sotelo, que había sido ministro de Hacienda durante la dictadura de Primo de Rivera. Definida como «el mejor exponente de la política autárquica» practicada por el INI, ENCASO nació para acometer la fabricación de hidrocarburos en la época de la autarquía y la posguerra, productos que escaseaban profundamente en aquel contexto de carencias energéticas. En 1944 el régimen aprobó el Plan Nacional de Combustibles Líquidos, cuya implementación y desarrollo se encomendó al INI. El plan contemplaba la construcción de cuatro grandes complejos industriales —situados en las áreas de Puertollano, Ebro, Puentes de García Rodríguez y Levante—, los cuales dispondrían de centrales térmicas para la generación de electricidad, industrias para la fabricación de combustibles líquidos y lubricantes, industrias auxiliares, etc.
Durante esos años España se encontraba virtualmente aislada del exterior y el país todavía arrastraba las consecuencias económicas de la contienda. En sus orígenes el principal objetivo de ENCASO era la producción de petróleo a través de la destilación de lignitos o pizarras bituminosas. Este método ya se había puesto en práctica en la Alemania nazi, aunque las carencias tecnológicas y la falta de divisas empujarían a la empresa «Calvo Sotelo» a desistir del destilado del lignito. Los esfuerzos se concentraron en el refinado de pizarras, por lo que la empresa realizó una inversión de unos 2.800 millones de pesetas para levantar un complejo industrial situado en Puertollano. Este municipio albergaba unas importantes explotaciones de pizarra bituminosa que habían sido transferidas a ENCASO por parte de la Sociedad Minera y Metalúrgica de Peñarroya en la inmediata posguerra. El proyecto, considerado un auténtico derroche de recursos, absorbió también una gran cantidad de capital del INI. La planta de Puertollano no empezó a producir partidas de lubricantes hasta 1956, unos diez años después de lo previsto en los cálculos iniciales y en un contexto en que había terminado el aislamiento.

### Desarrollo y expansión
Siguiendo las directrices del Plan de 1944, en el municipio coruñés de Puentes de García Rodríguez la empresa «Calvo Sotelo» construyó una central térmica que aprovecharía el lignito de la zona como combustible fósil. En el Bajo Aragón llegó a levantar una planta de energía en Escatrón, junto al río Ebro, estableciendo también una nueva línea férrea para mover el carbón de las minas de Andorra hasta la central térmica. Las instalaciones entrarían en servicio en 1949 y 1952, respectivamente. No obstante, en estos casos las actividades de ENCASO terminaron centrándose más en la generación de energía para el autoconsumo que en la producción de combustibles líquidos. En la zona de Levante, concretamente en Cartagena, se había previsto la construcción de un complejo que incluía una refinería de petróleo. Sin embargo, a finales de la década de 1940 los retrasos en las obras eran tales que llevaron al INI a plantearse la necesidad de crear una nueva empresa que se hiciera cargo del proyecto. En 1949 se constituyó la sociedad semi-estatal Refinería de Petróleos de Escombreras (REPESA), que contaría a su vez con la asistencia técnica y logística de ENCASO.

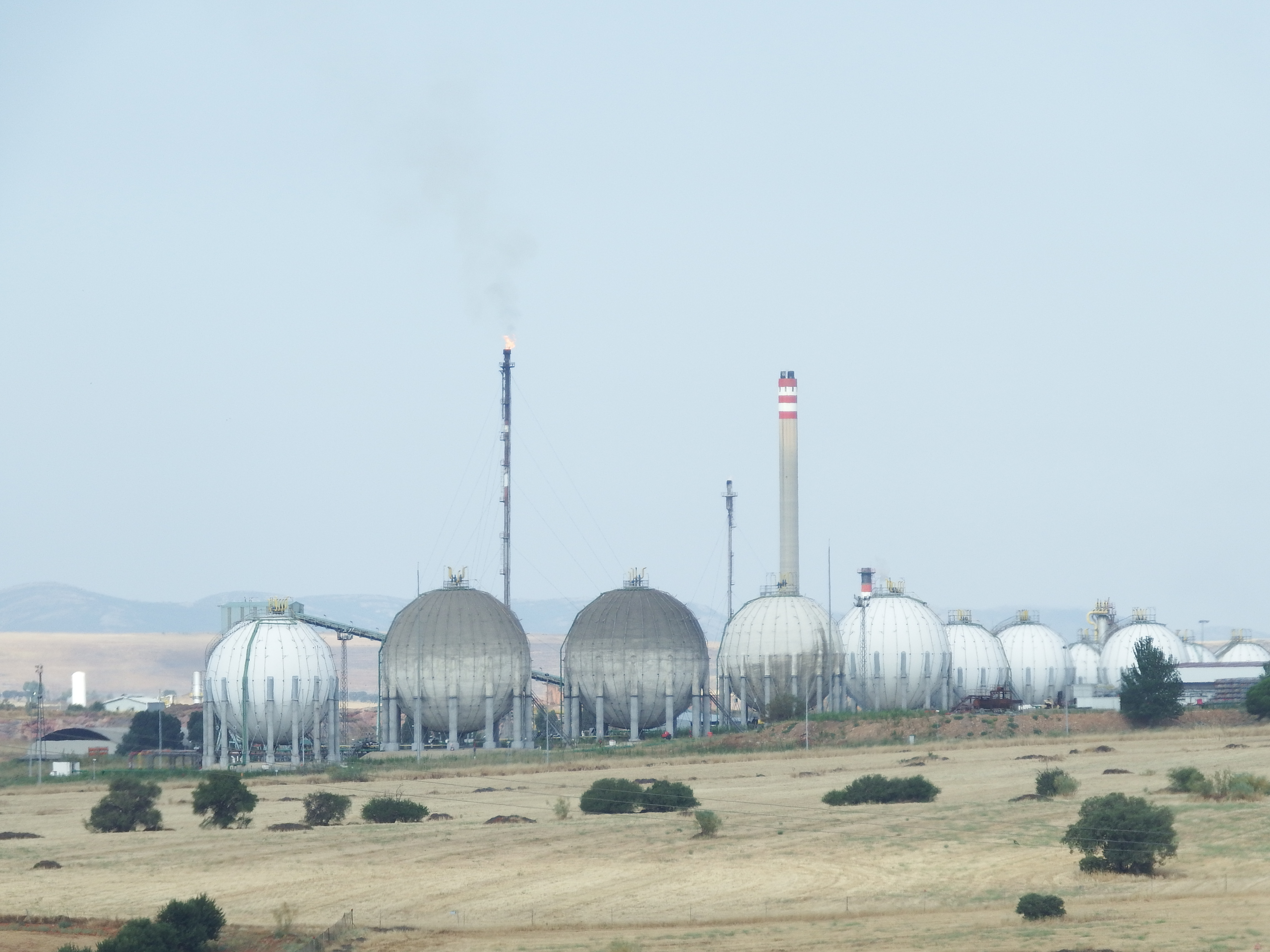
Las instalaciones petroquímicas del complejo de Puertollano, en 2018.

Más éxito tuvieron sus iniciativas en Puertollano. Desde finales del siglo XIX la cuenca carbonífera puertollanense se había convertido en un importante núcleo minero e industrial por la extracción de la hulla. En este municipio ENCASO inauguró en 1956 una planta dedicada a la producción de aceites lubricantes mediante el refinado de pizarras bituminosas. Así mismo, la empresa también dispuso en la zona de una fábrica de ácido sulfúrico que había sido construida en colaboración con algunas firmas estadounidenses del sector. Con el paso del tiempo se ampliaron las actividades y estas acabarían abarcando la elaboración de productos como carburantes, lubricantes, parafina,  nitrógeno, abonos o disolventes. Todo ello favoreció el surgimiento de un importante núcleo industrial. En 1963, ENCASO obtuvo los derechos para construir una refinería petrolífera que se instalaría en Puertollano. Las nuevas instalaciones se inauguraron en 1966 y contaban con un oleoducto de 267 kilómetros de longitud que traía el crudo desde Málaga. Ese mismo año también cesaron su actividad las instalaciones para el tratamiento de pizarras.
Para 1970 la empresa «Calvo Sotelo» era de una de las principales sociedades españolas del sector químico. Contaba con un capital invertido de 71,5 millones de dólares y con una plantilla de 6.873 trabajadores, así como una importante red de instalaciones repartida por todo el país. Su volumen de ventas en aquellas fechas era de unos 93 millones de dólares. ENCASO llegó a constituir en su momento la mayor empresa de todas las que poseía el Instituto Nacional de Industria.

### Reorganización
En 1972, por acuerdo del Consejo de Ministros, la empresa estatal ENDESA pasó a explotar los yacimientos carboníferos que ENCASO poseía en Puentes de García Rodríguez y Andorra, así como las centrales térmicas de Puentes de García Rodríguez y Escatrón. También se transfirió a ENDESA la línea Andorra-Escatrón y el material ferroviario. Tras el inicio de la crisis del petróleo de 1973 el régimen franquista apostó por una política de concentración empresarial en el sector petrolífero, que en aquel momento se encontraba en manos de diversas sociedades públicas y privadas. En 1974 se decretó la fusión de las sociedades ENCASO, ENTASA y REPESA —estas últimas también bajo control estatal— para dar lugar a la nueva Empresa Nacional de Petróleos (ENPETROL), bajo la égida del INI. Como parte de esta reorganización, la unidad de fabricación de fertilizantes que tenía ENCASO le fue transferida a la recién creada Empresa Nacional de Fertilizantes (ENFERSA).

## Red ferroviaria

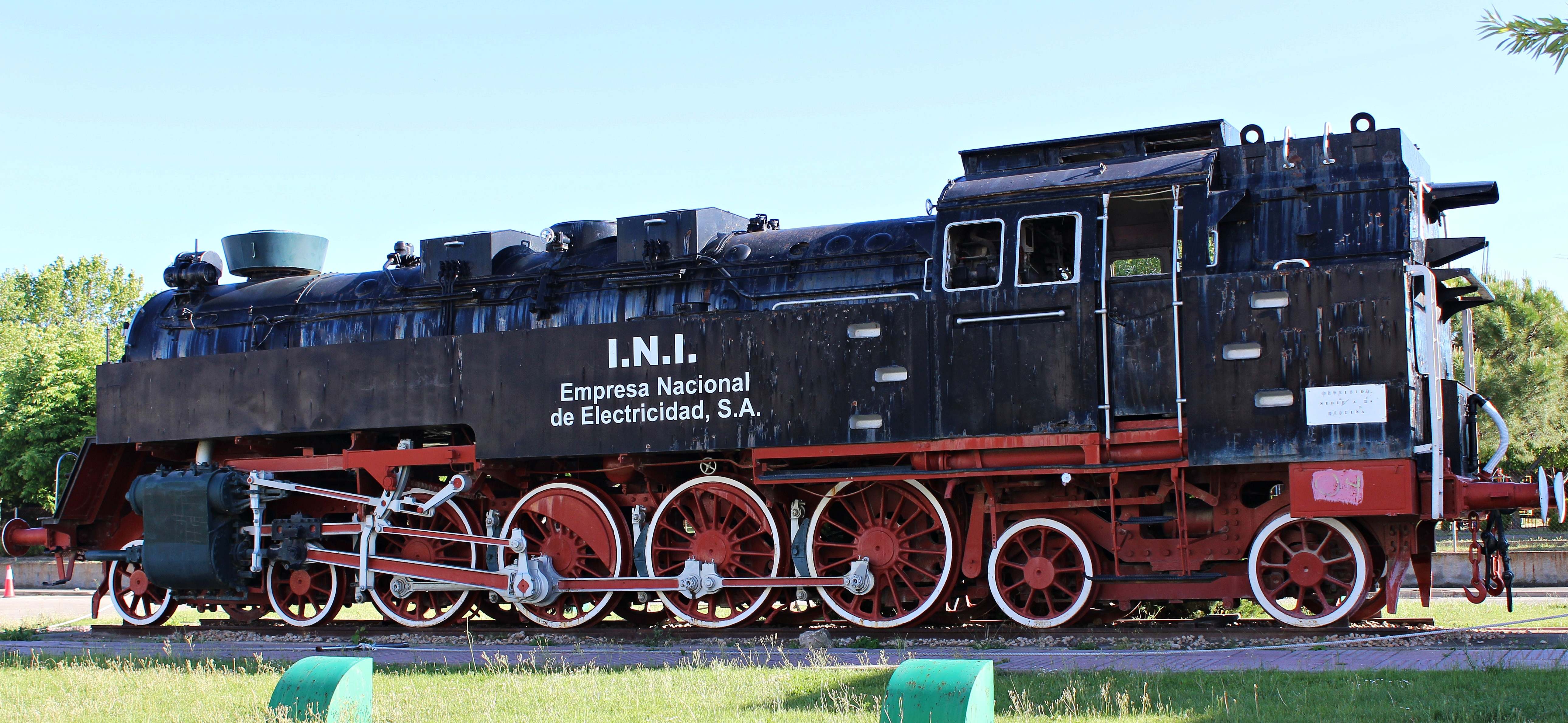
Vista de la locomotora «Andorra», empleada intensamente por ENCASO en la línea Andorra-Escatrón.

ENCASO llegó a operar la línea Andorra-Escatrón, con un trazado de ancho ibérico y una longitud de 45,761 kilómetros. Este ferrocarril fue construido para transportar el lignito de las minas de Andorra que era empleado como combustible en la central térmica de Escatrón, junto al río Ebro. Para ello, la empresa estatal dispuso de un parque motor propio para operar los trenes de mineral, así como vagones tolvas, etc. La empresa estatal contó entre otras con dos locomotoras-ténder del tipo 2-4-2T construidas por la casa Arnold Jung, denominadas «Andorra» y «Escatrón», así como otra de modelo similar construida por MTM en Barcelona y denominada «Samper de Calanda». Otro ferrocarril operado por ENCASO fue el de Puentes de García Rodríguez, de vía estrecha, que enlazaba las minas con la central térmica. Llegó a contar con varios tractores y locomotoras diésel construidas por la casa Krupp, para el arrastre de trenes carboneros.